# Moldáv ortodox egyház
A moldáv ortodox egyház az orosz ortodox egyházhoz tartozó autonóm ortodox egyház.